# Hasenky
Hasenky (ukr. Гасенки) – wieś na Ukrainie, w obwodzie połtawskim, w rejonie mirhorodzkim, w hromadzie Komysznia. W 2001 liczyła 480 mieszkańców.